# Valiato de Yemen
El valiato de Yemen (turco otomano: ولايت یمن Vilâyet-i Yemen) era una división administrativa de primer nivel (valiato) del Imperio otomano. A principios del siglo XX, según se informa, tenía una superficie de 77 200 millas cuadradas (199 948 km²). Según el censo otomano de 1885, la población del valiato era de 2 500 000. 
En términos generales, el valiato estaba delimitado por el paralelo 20 norte, el protectorado de Adén al sur, el mar Rojo al oeste y el meridiano 45 este. La frontera sur fue demarcada por la Comisión de Límites Anglo-Turca de 1902-1905, mientras que el límite de la frontera oriental quedó vago.

## Historia
Desde la conquista otomana de Yemen en 1517, se le conocía como eyalato de Yemen. Después de las reformas de Tanzimat en el Imperio otomano, Yemen se estableció a partir de la mayor parte del antiguo eyalato en 1872. En la década de 1830, ayudados por el colapso del Imamato Zaydi debido a la división interna y la adopción de armamento moderno después de la guerra de Crimea, los otomanos se trasladaron al norte de Yemen, finalmente tomaron Saná y la convirtieron en la capital de Yemen en 1872. Incluso entonces, el control otomano se limitó en gran parte a las ciudades, y se reconoció formalmente el gobierno del imán Zaydi sobre el Alto Yemen. 
A partir de 1872, después de que la región de Saná estuviera firmemente bajo control, Ahmed Muhtar Bajá se dispuso a reestructurar la administración del valiato de Yemen, dividiéndolo en cuatro sanjacados, con la ciudad de Saná como capital del valiato. Asir se convirtió en sanjacado de Yemen en 1872.

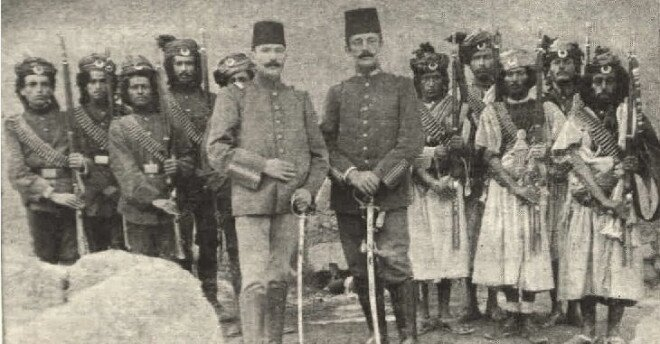
Oficiales turcos con soldados y milicianos yemeníes antes de la Primera Guerra Mundial.

A finales del siglo XIX, los zaydis se rebelaron contra los turcos y el Imam Mohammed ibn Yahya sentó las bases de una dinastía hereditaria. Cuando murió en 1904, su sucesor, el Imam Yahya Ibn al-Husayn, encabezó la revuelta contra los turcos en 1904-1905 y los obligó a otorgar importantes concesiones a los zaydis. El otomano acordó retirar el código civil y restaurar la sharia en Yemen. 
En 1906, los líderes Idrisi de Asir se rebelaron contra los otomanos. En 1910 controlaban la mayor parte de Asir, pero finalmente fueron derrotados por las fuerzas turcas y hiyazi.

La península arábiga en 1914.

Ahmet Izzet Bajá concluyó un tratado con el imam Yahya en octubre de 1911, mediante el cual fue reconocido como jefe temporal y espiritual de los Zaidis, se le dio el derecho de nombrar funcionarios sobre ellos y cobrarles impuestos. Los otomanos mantuvieron su sistema de gobierno en las partes de Yemen de mayoría sunita.
En marzo de 1914, el tratado anglo-turco delimitó la frontera entre Yemen y el Protectorado de Adén. Cuando estalló la Primera Guerra Mundial, Imam Yahya permaneció nominalmente leal al Sultán, pero trató de negociar con Gran Bretaña al mismo tiempo. Los asir, por otro lado, se unieron a Gran Bretaña tan pronto como comenzó la guerra. La rebelión árabe en Hiyaz aisló a Yemen del resto del Imperio otomano, y el imán aprovechó la oportunidad para establecer su poder sobre todo Yemen.
Las fuerzas turcas se retiraron en 1918, y el Imam Yahya fortaleció su control sobre el norte de Yemen creando el Reino Mutawakkilita de Yemen. 

## Divisiones administrativas
Sanjacados, alrededor de 1876:
1. Sanjacado de Saná
2. Sanjacado de Al Hudayda
3. Sanjacado de Asir[9]
4. Sanjacado de Taiz